# ليون دامر
ليون دامر (بالألمانية: Leon Damer)‏ هو لاعب كرة قدم ألماني في مركز نصف الجناح، ولد في 31 يناير 2000 في ألمانيا. لعب مع TSV Havelse ‏.

## وصلات خارجية
- ليون دامر على موقع قاعدة بيانات كرة القدم.إي يو (الإنجليزية)
- ليون دامر على موقع Soccerway.com (الإنجليزية)
- ليون دامر على موقع عالم كرة القدم.نت (الإنجليزية)